# Pandanus rabaiensis
Pandanus rabaiensis là một loài thực vật có hoa trong họ Dứa dại. Loài này được Rendle. miêu tả khoa học đầu tiên năm 1894.